# Calaf (empresa)
Calaf fue una empresa chilena de golosinas. Actualmente es una marca de Empresas Carozzi.

## Historia
La empresa fue creada en 1897 por dos inmigrantes de origen español, Esteban y Enrique Calaf, quienes llegaron a Chile con la intención de ayudar a su tío en su dulcería ubicada en la ciudad de Talca. Calaf llegó a contar con cinco plantas de producción en Talca, Santiago, Argentina y Perú. La fábrica de Talca, de 5400 m² de superficie, producía 550 toneladas al año de productos como bombones, chocolates, caramelos, calugas, barras rellenas y gomas, y la de Santiago producía 200 toneladas al año de galletas y alfajores. Hacia fines de la década de 1970 la empresa era una de las propietarias del Banco de Talca a través del grupo Calaf-Danioni.
En 2004 Calaf fue vendida a CCU e Indalsa en partes iguales, las dos empresas controladas por el grupo Luksic. 
Entre 2006 y 2007, Calaf fue parte de los auspiciadores de la Teletón.
En noviembre de 2015, Calaf fue comprada por la chilena Empresas Carozzi S.A., la cual sigue produciendo sus golosinas hasta la actualidad, y dando a conocer la nueva marca de Calaf, dando término a la empresa y actualmente siendo lanzada como una marca de golosinas correspondiente a la empresa Carozzi S.A. luego de que a fines de agosto de 2016 cerró la fábrica de Talca.